# Таловка (селище станції, Бурятія)
Таловка (рос. Таловка) — селище залізничної станції Прибайкальського району, Бурятії Росії. Входить до складу Сільського поселення Таловського.
Населення — 1956 осіб (2015 рік).